# The Only Way Is Up (bài hát của Martin Garrix và Tiësto)
"The Only Way Is Up" là một bài hát của  DJ và nhà sản xuất thu âm người Hà Lan Martin Garrix and Tiësto. Bài hát được giới thiệu thông qua một quảng cáo thương mại được 7 Up giới thiệu mang tên "Team UP", bao gồm cả hai nghệ sĩ. Bài hát được phát hành thông qua hãng đĩa của Tiësto là Musical Freedom dưới dạng tải kỹ thuật số bởi Beatport. Ban đầu bài hát có tên là "Voices" cho đến khi nó được phát hành với chiến dịch 7UP và được đổi tên thành "The Only Way Is Up".
Nó có tính năng như một bài hát trong album tổng hợp hỗn hợp năm 2015 của Tiësto Club Life: Volume Four New York City. Cả hai DJ và nhà sản xuất thu âm đã biểu diễn bài hát tại Ultra Miami Festival 2015.

## Track listing
| Tải kỹ thuật số  | Tải kỹ thuật số                     | Tải kỹ thuật số |
| STT              | Nhan đề                             | Thời lượng      |
| ---------------- | ----------------------------------- | --------------- |
| 1.               | "The Only Way Is Up" (radio edit)   | 3:09            |
| 2.               | "The Only Way Is Up" (extended mix) | 4:50            |
| Tổng thời lượng: | Tổng thời lượng:                    | 7:59            |

| Album version | Album version        | Album version |
| STT           | Nhan đề              | Thời lượng    |
| ------------- | -------------------- | ------------- |
| 1.            | "The Only Way Is Up" | 4:18          |

## Bảng xếp hạng
| Bảng xếp hạng (2015)                          | Vị trí cao nhất |
| --------------------------------------------- | --------------- |
| Hà Lan (Single Top 100)                       | 74              |
| Thụy Điển (Sverigetopplistan)                 | 81              |
| Hoa Kỳ Hot Dance/Electronic Songs (Billboard) | 41              |

## Lịch sử phát hành
| Khu vực  | Ngày                | Định dạng       | Hãng đĩa                 |
| -------- | ------------------- | --------------- | ------------------------ |
| Hà Lan   | 4 tháng 5 năm 2015  | Tải kỹ thuật số | Musical Freedom Spinnin' |
| Thế giới | 18 tháng 5 năm 2015 | Tải kỹ thuật số | Musical Freedom Spinnin' |